# 셋째종아리근
인체 해부학에서 셋째종아리근(fibularis tertius, peroneus tertius) 또는 제삼비골근(第三腓骨筋)은 종아리앞칸에 존재하는 근육 중 하나이다. 발을 몸의 정중면에서 멀어지도록 기울이거나 (가쪽번짐, eversion) 발을 몸에 가까워지도록 발등 쪽으로 굽히는 (발등굽힘, dorsiflexion) 작용을 한다.

## 구조
셋째종아리근은 종아리뼈 앞면의 아래쪽 1/3, 뼈사이막 아래쪽 부분, 셋째종아리근과 짧은종아리근 사이의 결합조직(사이막)에서 시작된다. 이 사이막은 간혹 오토(Otto)의 근육사이막이라고도 한다.
이후에는 아래쪽으로 주행한 뒤 긴발가락폄근과 같은 굴(canal)을 지나가며, 위폄근지지띠와 아래폄근지지띠 아래를 지나가는 힘줄로 끝난다. 셋째종아리근의 힘줄은 긴발가락폄근의 다섯째 힘줄로 오인될 수 있다. 힘줄은 다섯째 발허리뼈 몸통의 뒷면 안쪽에 닿는다.
깊은종아리신경이 셋째종아리근에 분포한다. 드물게는 온종아리신경도 분포할 수 있다. 다른 종아리근은 종아리가쪽칸에 위치하여 얕은종아리신경이 지배하는 데에 반해, 셋째종아리근은 종아리앞칸에 위치하여 깊은종아리신경의 지배를 받는다.
사람에서는 셋째종아리근이 없는 경우도 있다. 셋째종아리근이 나타나지 않는 비율은 조사한 집단에 따라 5%에서 72%까지도 나타난다. 사람 외의 영장류에서는 드물게 나타나는데, 이는 셋째종아리근의 기능이 효율적인 이족보행과 관련되어 있다는 주장의 근거 중 하나가 된다.

## 기능
발목관절의 약한 발등굽힘근으로서 셋째종아리근은 발을 몸쪽(위쪽)으로 당긴다. 또한 발의 가쪽번짐을 보조한다. 이족보행에 도움이 되나 필수적인 것은 아니라고 여겨진다.

## 임상적 중요성
셋째종아리근이 발목 부상과 관련하여 파열될 수 있다. 젖힘(hypertension, 과도한 관절의 폄)에 의해 부상이 발생한다.
초음파 검사를 통해 영상을 얻을 수도 있다.

## 명칭
Terminologia Anatomica에서는 'fibularis'를 'peroneus'보다 선호되는 용어로 지정하고 있다.

## 다른 동물들에서
말의 셋째종아리근은 넙다리뼈의 가쪽관절융기 근처에서 시작되어 정강뼈 머리의 폄근고랑(extensor sulcus)을 따라 지난다. 닿는곳은 셋째 발허리뼈, 셋째와 넷째 목말뼈, 발꿈치뼈이다. 말에서 셋째종아리근이 파열되면 발꿈치힘줄(아킬레스건)이 살짝 아래로 떨어질 수 있다.

## 추가 이미지

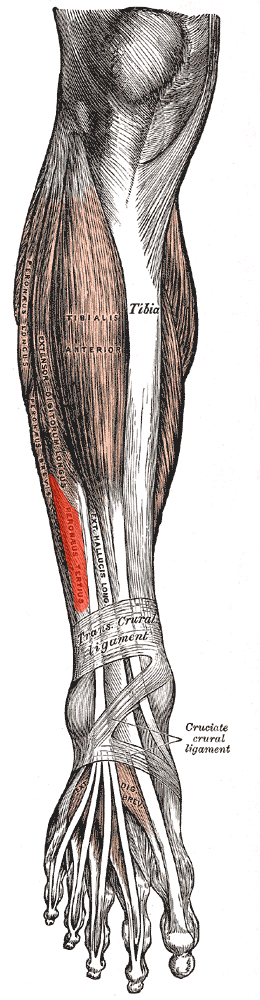
다리 앞쪽의 근육들. 셋째종아리근은 좌측 중간에 보인다.
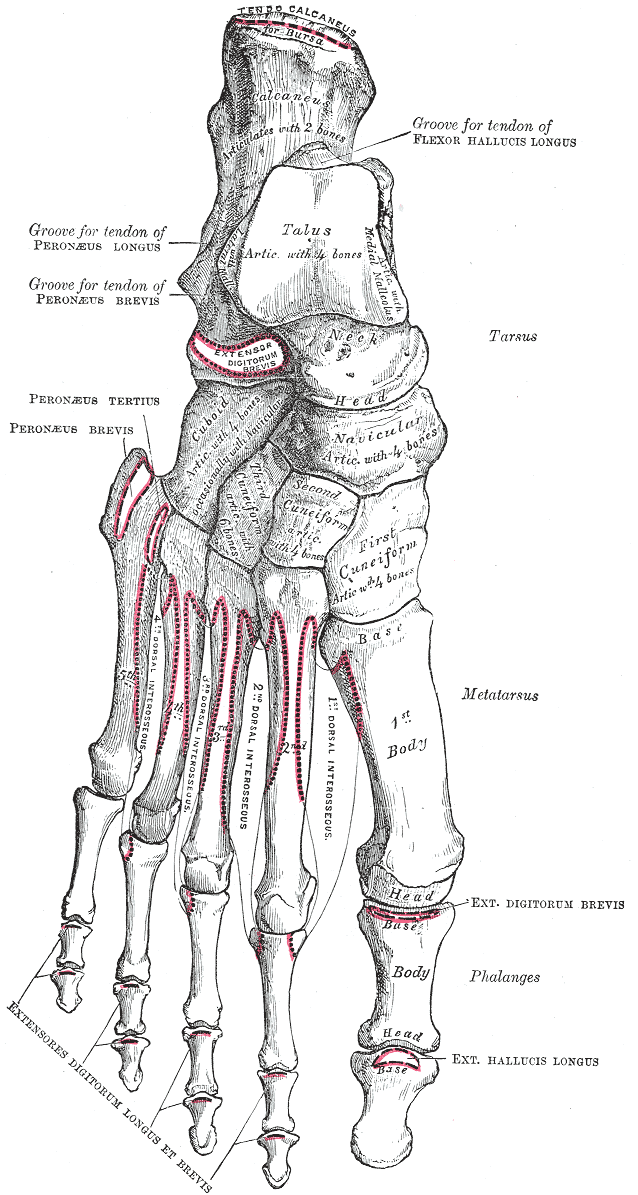
오른쪽 발의 뼈 (발등의 모습)
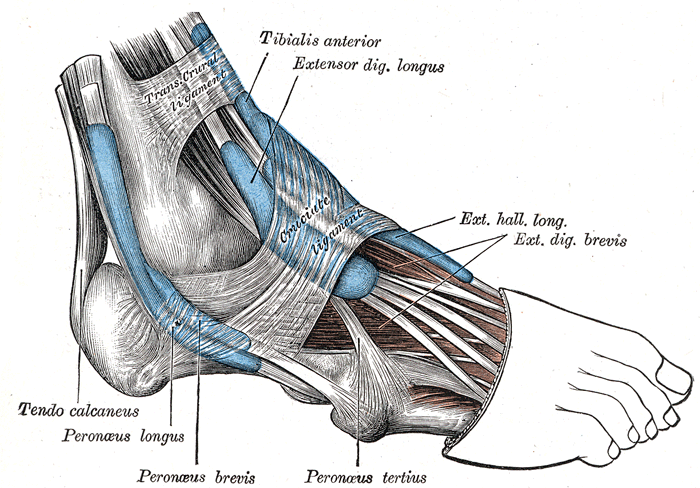
발목 주변 힘줄을 싸고 있는 윤활집. 가쪽에서 본 모습.
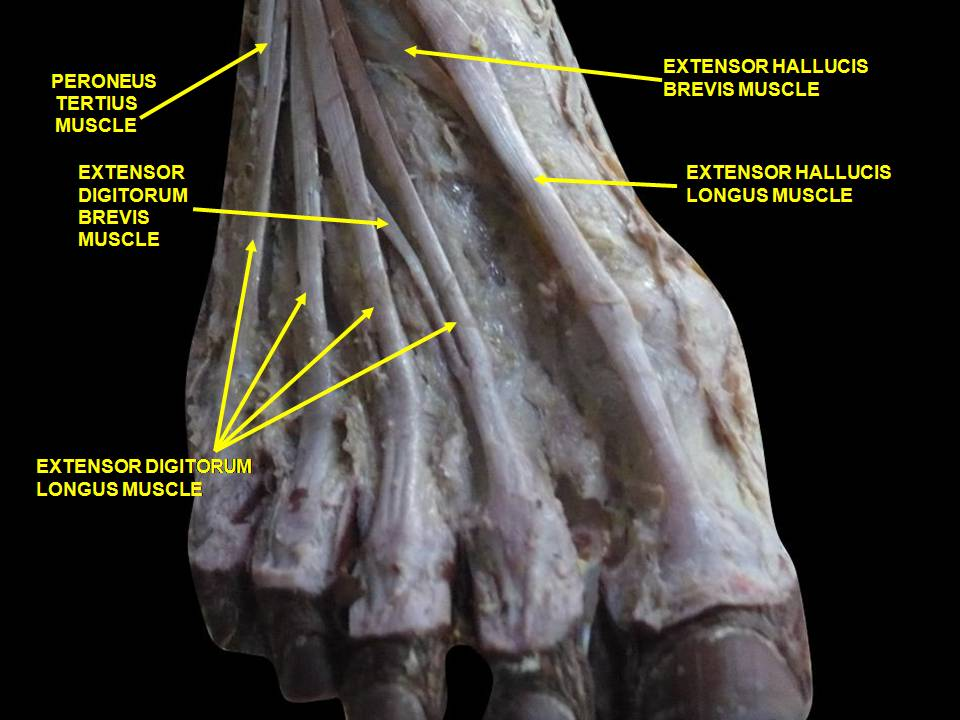
발등의 깊은 해부
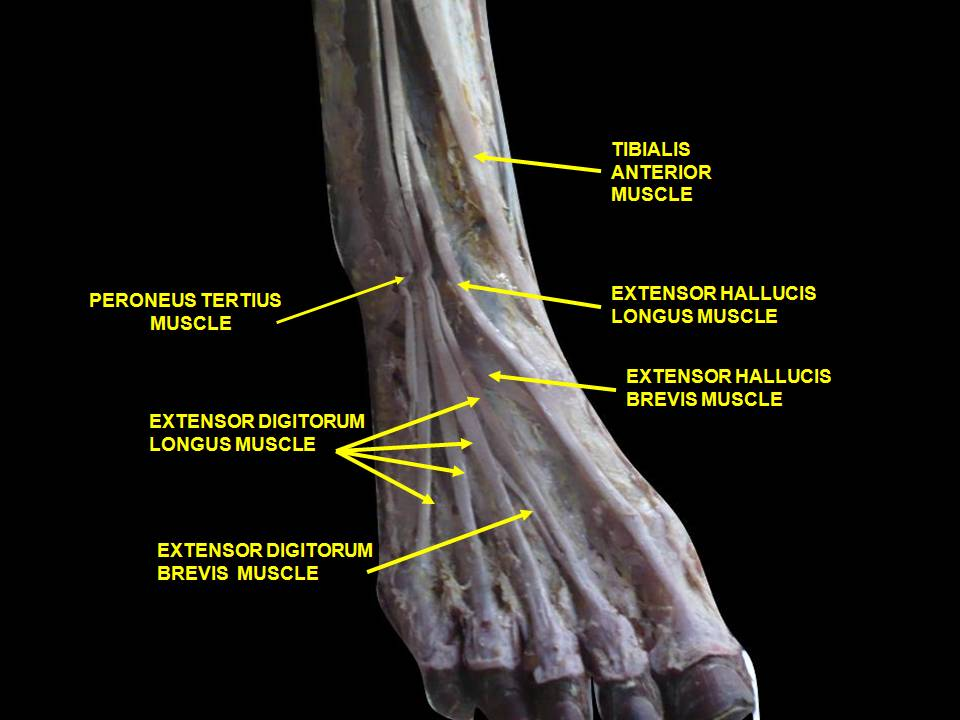
발등의 깊은 해부

## 같이 보기
- 종아리근

## 참고 문헌
이 문서는 현재 퍼블릭 도메인에 속하는 그레이 해부학 제20판(1918) page 482의 내용을 기초로 작성된 글이 포함되어 있습니다.
1. 1 2 3 4 5 6 7  Salem, Abdel Halim; Abdel Kader, Ghada; Almallah, Amani A.; Hussein, Hoda H.; Abdel Badie, Ahmed; Behbehani, Nadiah; Nedham, Fatema N.; Nedham, Ayesha N.; Almarshad, Reem; Alshammari, Munirah; Amer, Hanine; Hasan, Wafa A.; Alyaseen, Farah A.; Mohammed, Elaf A. (2018년 11월 1일). “Variations of peroneus tertius muscle in five Arab populations: A clinical study”. 《Translational Research in Anatomy》 (영어) 13: 1–6. doi:10.1016/j.tria.2018.11.001. ISSN 2214-854X.
2. 1 2  Zetaruk, Merrilee; Hyman, Jeff (2007년 1월 1일),  Frontera, Walter R.; Herring, Stanley A.; Micheli, Lyle J.; Silver, Julie K, 편집., “CHAPTER 32 - Leg Injuries”, 《Clinical Sports Medicine》 (영어) (Edinburgh: W.B. Saunders), 441–457쪽, doi:10.1016/b978-141602443-9.50035-0, ISBN 978-1-4160-2443-9, 2021년 2월 23일에 확인함
3. ↑  Shapiro, L. E.; Kim, J. H.; Lee, S. J.; Yoo, J. J.; Atala, A.; Ko, I. K. (2016). 〈16 - In Situ Volumetric Muscle Repair〉. 《In Situ Tissue Regeneration - Host Cell Recruitment and Biomaterial Design》 (영어). Academic Press. 295–312쪽. doi:10.1016/B978-0-12-802225-2.00016-7. ISBN 978-0-12-802225-2.
4. 1 2 3 4  Jungers, William L.; Meldrum, D. Jeffrey; Stern, Jack T. (1993년 11월 1일). “The functional and evolutionary significance of the human peroneus tertius muscle”. 《Journal of Human Evolution》 (영어) 25 (5): 377–386. doi:10.1006/jhev.1993.1056. ISSN 0047-2484.
5. ↑  Guard, Charles L.; Peek, Simon F.; Fecteau, Gilles (2018). 〈12 - Musculoskeletal Disorders〉. 《Rebhun's Diseases of Dairy Cattle》 (영어) 3판. Saunders. 553–604쪽. doi:10.1016/B978-0-323-39055-2.00012-7. ISBN 978-0-323-39055-2.
6. 1 2  Dyson, Sue J. (2011). 〈80 - Other Soft Tissue Injuries〉. 《Diagnosis and Management of Lameness in the Horse》 (영어) 2판. Saunders. 802–806쪽. doi:10.1016/B978-1-4160-6069-7.00080-8. ISBN 978-1-4160-6069-7.
7. ↑  FIPAT (2019). 《Terminologia Anatomica》. Federative International Programme for Anatomical Terminology.
8. 1 2  Walmsley, John P. (2011). 〈46 - The Stifle〉. 《Diagnosis and Management of Lameness in the Horse》 (영어) 2판. Saunders. 532–549쪽. doi:10.1016/B978-1-4160-6069-7.00046-8. ISBN 978-1-4160-6069-7.